# Shahrestān-e Tāybād
Shahrestān-e Tāybād (persiska: شهرستان تايباد, تايباد) är en delprovins (shahrestan) i Iran.   Den ligger i provinsen Razavikhorasan, i den östra delen av landet, 900 km öster om huvudstaden Teheran.
Delprovinsen hade 117 564 invånare 2016.